# Losing to Win
Pour plus de détails, voir Fiche technique et Distribution.
Losing to Win est un film américain, sorti en 1911, réalisé par Sidney Olcott, avec Gene Gauntier qui a aussi écrit le scénario et Jack J. Clark dans les rôles principaux.

## Fiche technique
- Réalisation : Sidney Olcott
- Scénario : Gene Gauntier
- Production : kalem
- Directeur de la photo : George K. Hollister
- Longueur : 1000 pieds
- Date de sortie :
- Distribution : General Film Company

## Distribution
- Gene Gauntier :
- Jack J. Clark

## Anecdotes
Le film a été tourné à New York et en Irlande mais surtout à bord du paquebot SS Baltic, durant l'été 1911;